# Tenis en República Checa
República Checa destaca en el tenis como la segunda mayor potencia de Europa Oriental después de Rusia y seguido de Croacia. La principal figura ha sido Ivan Lendl, quien dominó la década de los 1980 consiguiendo el número 1 del ranking ATP por 270 semanas, y destacando además por la cantidad de torneos ganados (94) y la cantidad de victorias (1071) logradas. Tomas Smid fue No. 1 del ranking de dobles. Jan Kodes obtuvo 3 Grand Slam en los años 1970, mientras Petr Korda alcanzó el número 2 durante los años 1990. En el siglo XXI destaca Jiří Novák, Radek Štěpánek, y Tomáš Berdych quien se mantuvo entre los top 10 entre 2010 y 2017. 
A nivel de representación nacional el Equipo de Copa Davis de la República Checa ha ganado el torneo en 3 oportunidades, en 1980, 2012, y 2013, estas dos últimas en el formato moderno y gracias a Radek Štěpánek y Tomáš Berdych.
En tenis femenino destacó Martina Navratilova como una de las mejores tenistas de la historia con 332 semanas a tope del ranking WTA y 18 Grand Slam. Posteriormente se nacionalizó estadounidense. Karolína Plíšková también alcanzó el No. 1 del ranking femenino.

## Mejores en el ranking ATP en individuales masculino

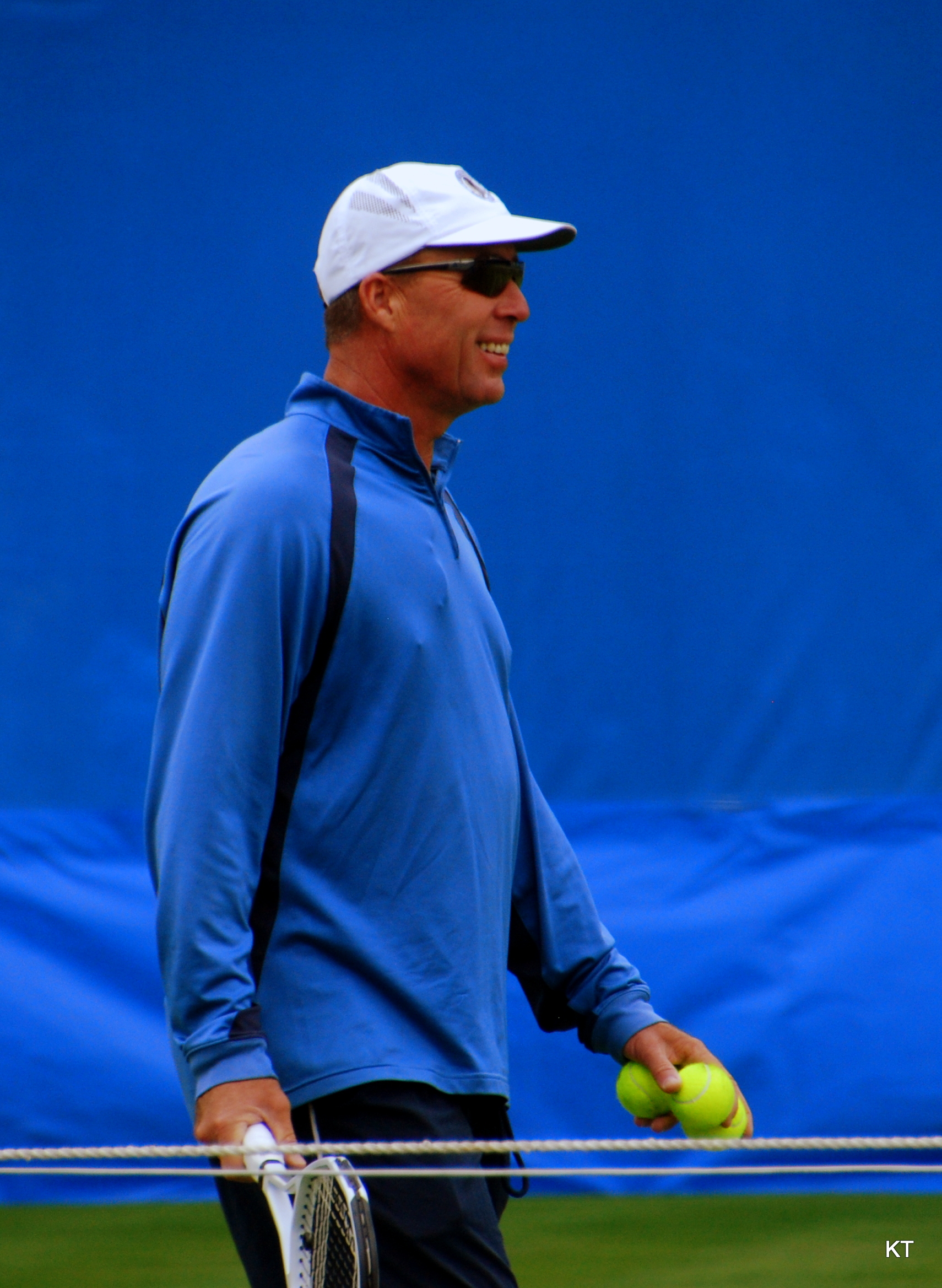
Ivan Lendl el mejor tenista checo de la historia.

Tenistas checos que han estado en el Top 50 del ranking ATP.
| Singlista       | Mejor puesto | Año  | Títulos |
| --------------- | ------------ | ---- | ------- |
| Ivan Lendl      | 1.°          | 1983 | 94      |
| Petr Korda      | 2.°          | 1998 | 10      |
| Tomáš Berdych   | 4.°          | 2015 | 13      |
| Jan Kodes       | 5.°          | 1973 | 8       |
| Jiri Novak      | 5.°          | 2002 | 7       |
| Karel Nováček   | 8.°          | 1991 | 13      |
| Radek Štěpánek  | 8.°          | 2005 | 5       |
| Tomáš Šmíd      | 11.°         | 1984 | 9       |
| Jakub Menšík    | 16.°         | 2025 | 1       |
| Tomáš Macháč    | 20.°         | 2025 | 1       |
| Jiří Lehečka    | 21.°         | 2025 | 0       |
| Libor Pimek     | 21.°         | 1985 | 1       |
| Bohdan Ulihrach | 22.°         | 1997 | 3       |
| Milan Šrejber   | 23.°         | 1986 | 1       |
| Jiří Hřebec     | 25.°         | 1974 | 3       |
| Slava Dosedel   | 26.°         | 1994 | 3       |
| Daniel Vacek    | 26.°         | 1996 | 0       |
| Lukáš Rosol     | 26.°         | 2014 | 2       |
| Jiří Veselý     | 35.°         | 2015 | 2       |
| Pavel Složil    | 35.°         | 1984 | 2       |
| David Rikl      | 41.°         | 1994 | 0       |
| Michal Tabara   | 47.°         | 2001 | 1       |
| Martin Damm     | 42.°         | 1997 | 0       |
| Vladimír Zedník | 43.°         | 1978 | 1       |

## Tenista N°1 de República Checa en el ranking ATP al finalizar la temporada
| Temporada | Jugador    | Ranking |
| --------- | ---------- | ------- |
| 1970      | Jan Kodes  | 8.º     |
| 1971      | Jan Kodes  | 5.º     |
| 1972      | Jan Kodes  | 11.º    |
| 1973      | Jan Kodes  | 9.º     |
| 1974      | Jan Kodes  | 17.º    |
| 1975      | Jan Kodes  | 19.º    |
| 1976      | Jan Kodes  | 19.º    |
| 1977      | Jan Kodes  | 40.º    |
| 1978      | Tomas Smid | 36.º    |
| 1979      | Ivan Lendl | 20.º    |

| Temporada | Jugador    | Ranking |
| --------- | ---------- | ------- |
| 1980      | Ivan Lendl | 6.º     |
| 1981      | Ivan Lendl | 2.º     |
| 1982      | Ivan Lendl | 3.º     |
| 1983      | Ivan Lendl | 2.º     |
| 1984      | Ivan Lendl | 3.º     |
| 1985      | Ivan Lendl | 1.º     |
| 1986      | Ivan Lendl | 1.º     |
| 1987      | Ivan Lendl | 1.º     |
| 1988      | Ivan Lendl | 2.º     |
| 1989      | Ivan Lendl | 1.º     |

| Temporada | Jugador      | Ranking |
| --------- | ------------ | ------- |
| 1990      | Ivan Lendl   | 3.º     |
| 1991      | Ivan Lendl   | 5.º     |
| 1992      | Petr Korda   | 7.º     |
| 1993      | Petr Korda   | 12.º    |
| 1994      | Petr Korda   | 18.º    |
| 1995      | Daniel Vacek | 27.º    |
| 1996      | Petr Korda   | 24.º    |
| 1997      | Petr Korda   | 13.º    |
| 1998      | Petr Korda   | 13.º    |
| 1999      | Jiri Novak   | 36.º    |

| Temporada | Jugador        | Ranking |
| --------- | -------------- | ------- |
| 2000      | Jiri Novak     | 53.º    |
| 2001      | Jiri Novak     | 29.º    |
| 2002      | Jiri Novak     | 7.º     |
| 2003      | Jiri Novak     | 13.º    |
| 2004      | Jiri Novak     | 24.º    |
| 2005      | Radek Štěpánek | 20.º    |
| 2006      | Tomáš Berdych  | 13.º    |
| 2007      | Tomáš Berdych  | 14.º    |
| 2008      | Tomáš Berdych  | 20.º    |
| 2009      | Radek Štěpánek | 12.º    |

| Temporada | Jugador       | Ranking |
| --------- | ------------- | ------- |
| 2010      | Tomáš Berdych | 6.º     |
| 2011      | Tomáš Berdych | 7.º     |
| 2012      | Tomáš Berdych | 6.º     |
| 2013      | Tomáš Berdych | 7.º     |
| 2014      | Tomáš Berdych | 7.º     |
| 2015      | Tomáš Berdych | 6.º     |
| 2016      | Tomáš Berdych | 10.º    |
| 2017      | Tomáš Berdych | 19.º    |
| 2018      | Tomáš Berdych | 71.º    |
| 2019      | Tomáš Berdych | 103.º   |

| Temporada | Jugador      | Ranking |
| --------- | ------------ | ------- |
| 2020      | Jiri Vesely  | 68.º    |
| 2021      | Jiri Vesely  | 83.º    |
| 2022      | Jiří Lehečka | 81.º    |
| 2023      | Jiří Lehečka | 31.º    |
| 2024      | Tomas Machac | 25.º    |

## Galería de tenistas masculinos destacados
Tenistas checos Top 10
|             |
| Ivan Lendl. |

|            |
| Jan Kodes. |

|             |
| Petr Korda. |

|                |
| Karel Novacek. |

|             |
| Jiri Novak. |

|                 |
| Radek Štěpánek. |

|                |
| Tomáš Berdych. |

## Galería de tenistas femeninas destacadas
|                    |
| Karolína Plíšková. |

|                      |
| Martina Navratilova. |